# Baltika
 (décembre 2016).
Si vous disposez d'ouvrages ou d'articles de référence ou si vous connaissez des sites web de qualité traitant du thème abordé ici, merci de compléter l'article en donnant les références utiles à sa vérifiabilité et en les liant à la section « Notes et références ».
Baltika est une marque de bière et une entreprise brassicole russe, leader sur le marché de la bière en Russie avec plus de 37 % de part de marché. Fondée en 1990, elle est située à Saint-Pétersbourg.
La marque Baltique est une des deux marques russes (derrière Lukoil) à être entrée sur la liste des 100 plus grandes marques commerciales au monde, établie en avril 2007 par le journal britannique Financial Times. Elle est possédée par Carlsberg jusqu'en 2023.

## Profil
Leader sur le marché de la bière en Russie : 
- Elle fait partie des plus grandes brasseries européennes.
- La marque Baltika occupe la seconde place en volume des ventes en Europe.
- La part de production de l'entreprise destinée à l'exportation s'évalue à 70 %.
- Elle exporte dans 45 pays à travers le monde.

Baltika possède 11 usines sur le territoire russe :  
deux usines à Saint-Pétersbourg, des usines à Rostov-sur-le-Don, Toula, Samara, Khabarovsk, Iaroslav, Voronej, Tcheliabinsk, Krasnoïarsk et Novossibirsk.
Effectifs : plus de 12 000 personnes travaillent chez Baltika.

## Historique
La brasserie Baltika a été construite selon le projet de l'institut Gipropichtcheprom-2.
La construction de la nouvelle usine a commencé en 1978. L'entreprise publique, la Baltika Breweries a été fondée en 1990 juste après l'achèvement de la construction
Le premier lot de bières a été lancé dans un réseau de commerce en novembre 1990, où environ 27 000 litres de bière ont été produits. Mais à ce moment-là, il n'existait pas encore la marque Baltika, la bière a été vendue sous de nombreuses marques célèbres ; Jigoulevskoe, Pijskoe, Admiralteiskoe, Praznitchnoe.
En 1992, la société a été privatisée. Le principal actionnaire de Baltika est à ce jour l'entreprise Baltic Beverages Holding AB, appartenant à Carlsberg.
A peu près à la même période, le lancement de la marque Baltika a commencé. La bière Baltika devait devenir un produit d'une qualité similaire à celle des produits européens. En réalisant cette tâche, la direction de l'usine a élaboré le premier programme d'investissement pour la reconstruction et de développement de l'entreprise.
Grâce à la réalisation du programme de reconstruction Baltika est devenue la première brasserie de Russie, équipé des matériels européens dernier cri. L'expansion régionale de l'entreprise commença en 1997, lorsque le holding a été créé et que le bloc de contrôle de l'usine Donskoe pivo à Rostov-sur-Don a été acquis. En octobre 2000, l'entreprise Baltika a pris le contrôle de l'usine Toulskoe pivo. À ce moment-là, les départements de l'entreprise Baltika ont élaboré un programme d'investissements, destiné à l'augmentation des capacités des usines acquises et le remplacement de l'équipement obsolète.
En 2005, l'entreprise a vendu 22,7 millions d’hectolitres de bière.
En novembre 2006 Baltika a présenté son nouveau grand projet d'investissements, c'est-à-dire la construction en Sibérie orientale d'une brasserie Baltika, qui deviendra la onzième en Russie. Le projet s'évalue à 65 millions d'euros. La construction sera financée par l'entreprise et est prévue pour 2008. Il est prévu qu'elle produise 2 millions d’hectolitres par an.
En juillet 2023, en raison de l'invasion de l'Ukraine par la Russie, l'État russe prend le contrôle d’actifs en Russie de Carlsberg, la marque Baltika passe dans le giron de l'état russe.

## Variétés

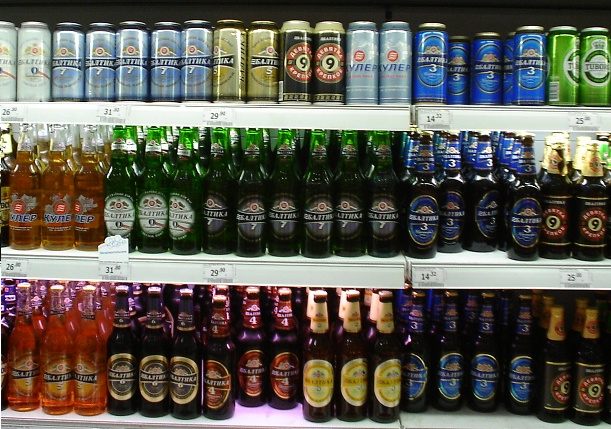
Bières Baltika dans un rayon de supermarché

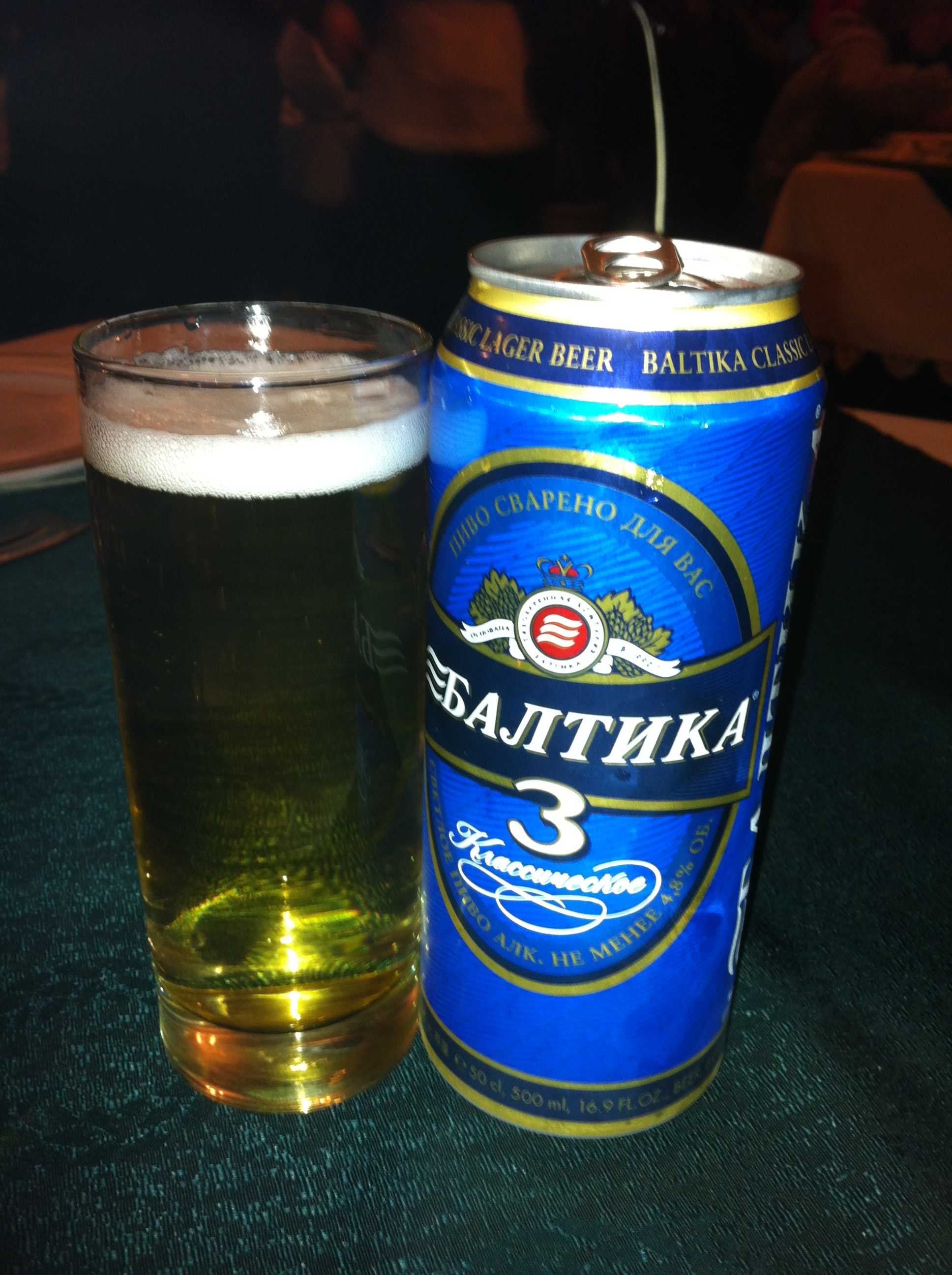
Cannette de bière Baltika 3

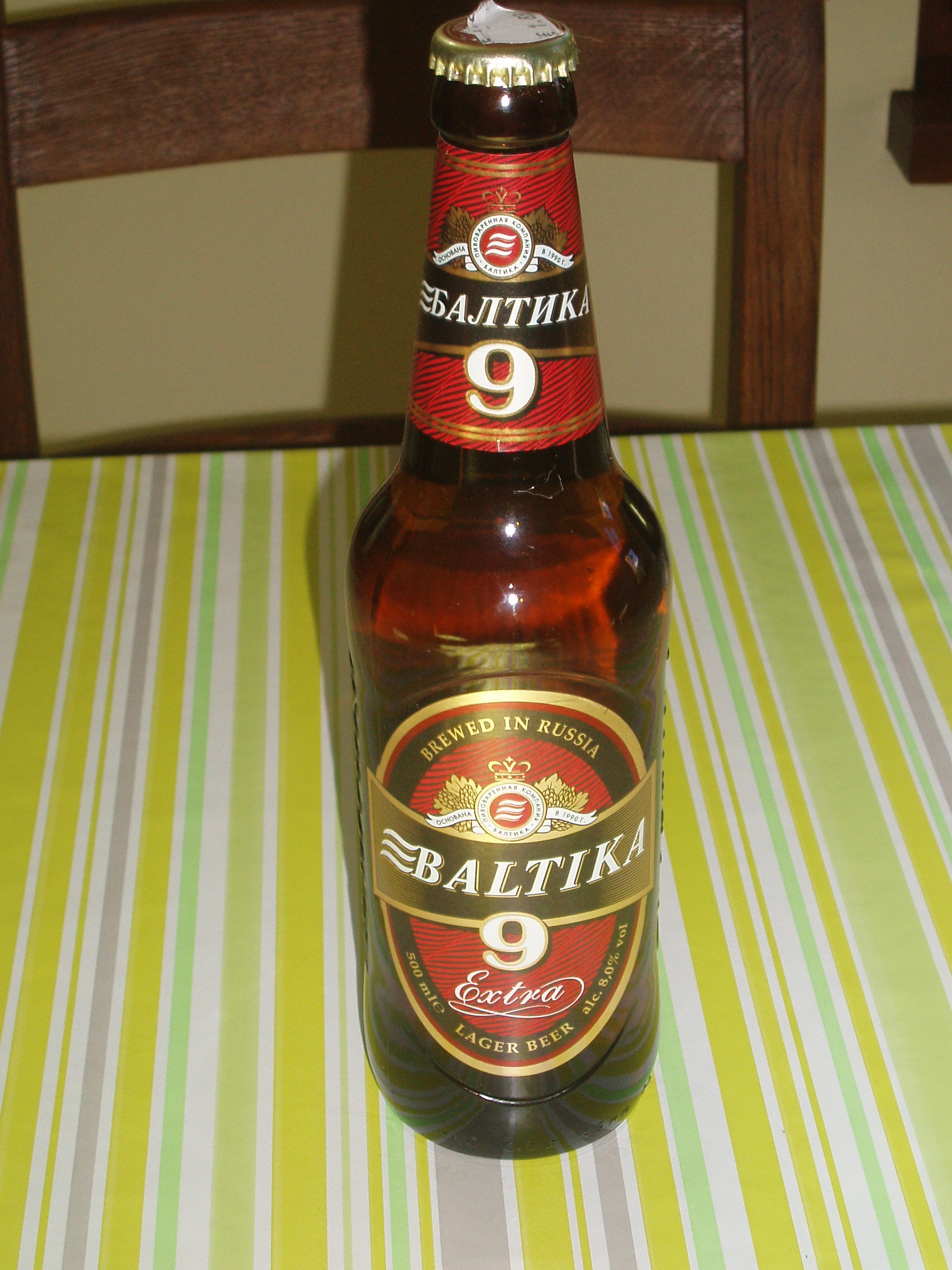
Bière Baltika 9 dans une bouteille destinée à l'export

### Les bières Baltika
- Baltika nº0 « Sans alcool » (pas plus de 0,5 % d'alcool en volume)
- Baltika nº2 « Svetloe » (claire) (pas moins de 4,7 % d'alcool en volume)
- Baltika nº3 « Classique » (pas moins de 4,8 % d'alcool en volume)
- Baltika nº4 « Originalnoe » (originale) (pas moins de 5,6 % d'alcool en volume)
- Baltika nº5 « Zolotoe » (dorée) (pas moins de 5,3 % d'alcool en volume)
- Baltika nº6 « Porter » (pas moins de 7 % d'alcool en volume)
- Baltika nº7 « Eksportnoe » (pas moins de 5,4 % d'alcool en volume)
- Baltika nº8 « Pchenitchnoe » (au blé) (pas moins de 5,0 % d'alcool en volume)
- Baltika nº9 « Krepkoe » (forte) (pas moins de 8,0 % d'alcool en volume)
- Baltika Kuler (pas moins de 4,7 % d'alcool en volume)
- Baltika Lite (pas moins de 4 % d'alcool en volume)
- Baltika Neon (4,5 % d'alcool en volume)

### Les bières Iarpivo
La marque Iarpivo est sortie sur le marché en 1998 à Iaroslavl. Aujourd'hui, la bière est présentée sous cinq formes, fabriquées dans les usines à Tcheliabinsk, Voronej, Saint-Pétersbourg, Toula, Khabarovsk, Samara :
- Iarpivo Yantarnoe (pas moins de 5,3 % d'alcool en volume)
- Iarpivo Krepkoe (pas moins de 7,2 % d'alcool en volume)
- Iarpivo Ledianoe (pas moins de 4,9 % d'alcool en volume)
- Iarpivo Originalnoe (pas moins de 4,7 % d'alcool en volume)
- Iarpivo Svetloe (pas moins de 4,2 % d'alcool en volume)

### Les bières Arsenalnoe
La production de la bière Arsenalnoe a débuté en 2000 à Toula. La marque compte aujourd'hui quatre sortes de bières :
- Arsenalnoe Traditsionnoe (pas moins de 5,1 % d'alcool en volume)
- Arsenalnoe Krepkoe (pas moins de 7 % d'alcool en volume)
- Arsenalnoe Zakalennoe (pas moins de 7 % d'alcool en volume)
- Arsenalnoe Klassitcheskoe (pas moins de 4,5 % d'alcool en volume)